# CRRC Corporation

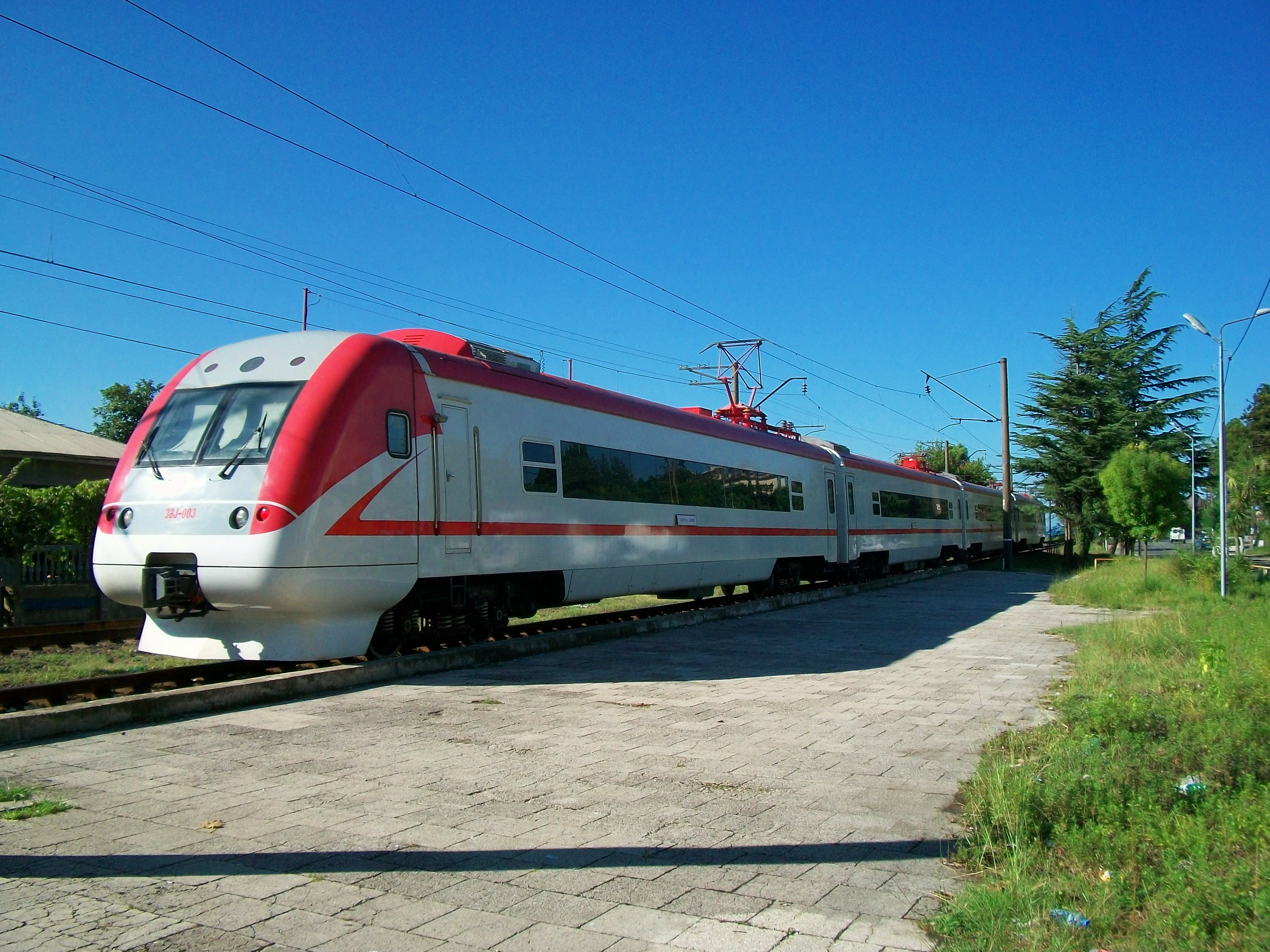
Littera VMK från CSR i trafik mellan Batumi och Tbilisi i Georgien

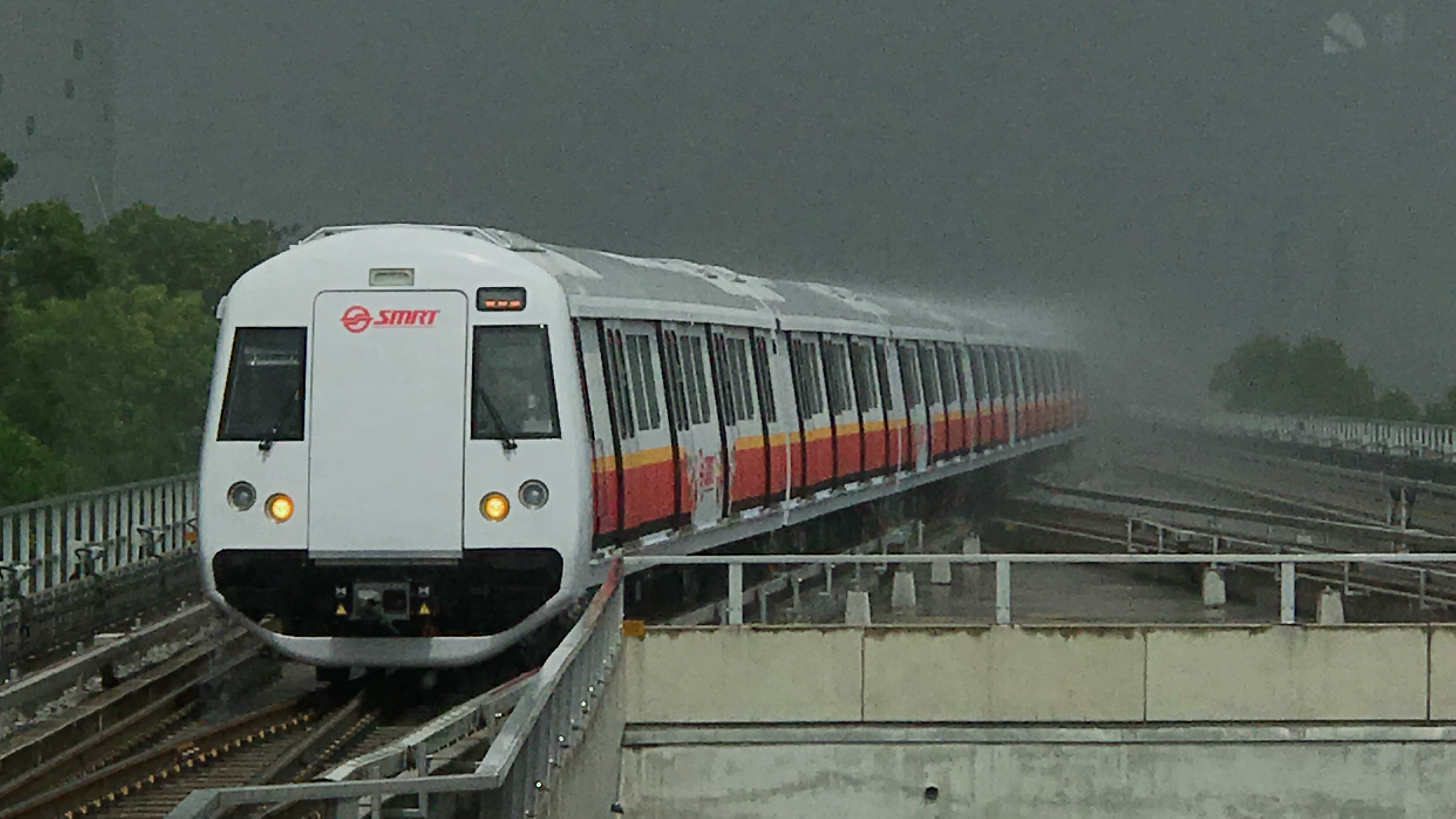
Tunnelbanetåg på Tuas Link Station, MRT Singapore, byggt av Kawasaki Heavy Industries och CSR Qingdao Sifang

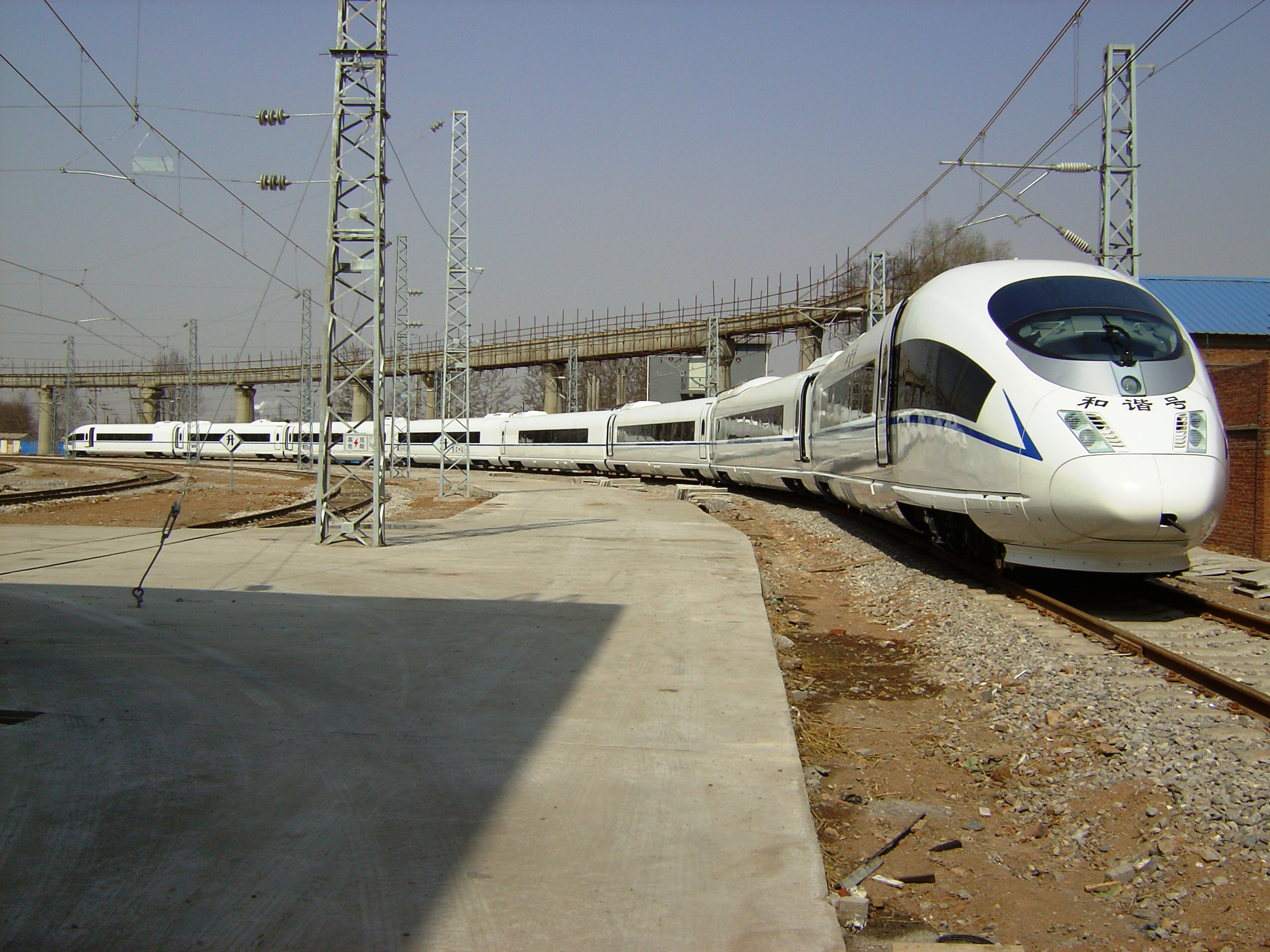
Höghastighetståg av modell China Railways CRH3, licenstillverkad Siemens Velaro CN av CNR Tangshan, vid Fengrun i Kina

CRRC Corporation är ett kinesiskt börsnoterat mekaniskt verkstadsföretag, som tillverkar framför allt rälsfordon. Det grundades i juni 2015, hade 2016 omkring 183 000 anställda och är världens största tillverkare av rälsfordon. CRRC Corporations dominerande ägare är det statliga CRRC Group, som ligger under Folkrepubliken Kinas statsråds kommission för kontroll av statens egendom.

## Historik
China National Railway Locomotive & Rolling Stock Industry Corporation bildades 1986 och delades 2000 upp i de "norra" och "södra" CNR respektive CSR. År 2014 överenskom CNR och CSR att fusionera under det nya namnet CRRC med motivet bland annat att bättre kunna konkurrera med andra företag på utlandsmarknader.
Det fusionerade CRRC har en marknadsandel på omkring 90% i Kina. Det har sedan bildandet 2015 marknadsfört sig mer också på export. Efter en order på tunnelbanetåg till Boston i USA, påbörjade det sammansättning i en fabrik i Springfield, Massachusetts. Det har också tillverkning i Batu Gajah i Perak i Malaysia. Det tidigare CSR hade också köpt Emprendimientos Ferroviarios i Argentina 2014.
CRRC har angett en ambition att öka exportandelen till 20% till 2021.